# Martin Macík
Martin Macík Jr. (Benešov, 23 de abril de 1989) es un piloto de rally checo, especializado en la categoría de camiones de rally raid. Es conocido por su participación en el Rally Dakar, donde logró su primera victoria general en 2024 y 2025 y el segundo puesto en 2023.
Macík comenzó su carrera en el Dakar en 2013 como navegante y asumió el rol de piloto en 2015. Fundador del equipo MM Technology, empresa que codirije junto a su padre y tiene sede en Sedlčany, ha sido un competidor constante en el rally, destacándose especialmente en los últimos años. En 2024, además de su triunfo en el Dakar, ganó la Baja Aragón y el Rally de Marruecos, junto a František Tomášek y David Švanda.

## Vida personal
Además de su carrera en el automovilismo, Macík dirige la agencia de producción que ofrece servicios de medios, comercialización y fotografía.

## Resultados

### Rally Dakar
| Año                           | Clase                       | Vehículo                    | Posición                    | Victorias de etapa          |                             |
| Participaciones como piloto   | Participaciones como piloto | Participaciones como piloto | Participaciones como piloto | Participaciones como piloto | Participaciones como piloto |
| ----------------------------- | --------------------------- | --------------------------- | --------------------------- | --------------------------- | --------------------------- |
| 2015                          | Camiones                    | LIAZ                        | Ret.                        | -                           |                             |
| 2016                          | Camiones                    | LIAZ                        | 19.º                        | -                           |                             |
| 2017                          | Camiones                    | LIAZ                        | 10.º                        | -                           |                             |
| 2018                          | Camiones                    | LIAZ                        | 5.º                         | -                           |                             |
| 2019                          | Camiones                    | LIAZ                        | Ret.                        | -                           |                             |
| 2020                          | Camiones                    | Iveco                       | 5.º                         | -                           |                             |
| 2021                          | Camiones                    | Iveco                       | 4.º                         | 3                           |                             |
| 2022                          | Camiones                    | Iveco                       | 7.º                         | -                           |                             |
| 2023                          | Camiones                    | Iveco                       | 2.º                         | 5                           |                             |
| 2024                          | Camiones                    | Iveco                       | 1.º                         | 3                           |                             |
| 2025                          | Camiones                    | Iveco                       | 1.º                         | 5                           |                             |
| Participaciones como copiloto |                             |                             |                             |                             |                             |
| 2013                          | Camiones                    | LIAZ                        | 18.º                        | -                           |                             |
| 2014                          | Camiones                    | LIAZ                        | 13.º                        | -                           |                             |
| Fuente:                       |                             |                             |                             |                             |                             |